# フアン・マヌエル・カット
フアン・マヌエル・カット（Juan Manuel Cat、1996年9月6日 - ）は、スーペル・ラグビー・アメリカス、ペニャロール・ラグビーに所属するラグビーユニオン選手。

## プロフィール
- ウルグアイ・モンテビデオ出身[1]。
- ポジションはスタンドオフ(SO)、 センター(CTB)。
- 身長 175cm、体重 83kg
- ウルグアイ代表キャップは34（2025年4月現在）でラグビーワールドカップ2019のウルグアイ代表に選ばれた[2]。

## 略歴
2020年、ペニャロールに加入。